# كازينو رويال (فلم 2006)
كازينو رويال (بالإنجليزية: Casino Royale) هو الفيلم رقم 21 من سلسلة أفلام جيمس بوند وأول بطولة للممثل دانييل كرايغ. أخرج الفيلم مارتن كامبل وكتب السيناريو نيل بورفيس، روبرت واد وبول هاجيس، ويمثل الفيلم الأحداث الأولى لحياة جيمس بوند المهنية بعد استلامه رخصة التصريح بالقتل 007 واستمر قوس القصة في افلام بوند التالية، كم من العزاء (2008) وسكايفول (2012).

## قصة الفيلم
تدور قصة الفيلم حول العميل البريطاني جيمس بوند الذي يتم ترقيته إلى العميل رقم 007 والصفرين في الرقم يمثلان حصوله على رخصه القتل. يُكلف العميل 007 بتفكيك شبكة إرهابية فيها عدة أعضاء يبدأون أعمالهم بمحاولة تفجير طائرة ذات موديل حديث محاولة منهم لإسقاط قيمة أسهم شركة الطيران والتي يتضح ان ممول هذه الشبكة الإرهابية قد استثمر أمواله حول خسارة هذه الشركة لقيمة أسهمها.
وبفشل عملية التفجير، يخسر الممول مبلغ أكثر من 100 مليون دولار، والتي هي أموال عدد من شبكات الإرهاب التي يمولها ويحافظ على مالها وهذا الرجل الشهير اسمه لو شيفر. بعد هذا الحادث، يتضح للمخابرات البريطانية MI6 ما يجري، خاصة بعد أن نظّم لو شيفر لعبة بوكر ذات أموال طائلة في كازينو رويال في منتينيغرو وهي الطريقة الوحيدة التي يستطيع فيها استرجاع كل الأموال التي خسرها لكي لا يقع في مشاكل مع شبكات الإرهاب.
يُكلف بوند (باعتباره أبرع لاعب بوكر في الخدمة) بأن يأخذ مكان أحد اللاعبين وينافس لو شيفر لكي يكسب الأموال، حيث إذا خسر لو شيفر كل أمواله، سوف تلاحقه شبكات الإرهاب ولن يبقى له مكان للهرب فحين إذن تستطيع الحكومة البريطانية منحه اللجوء والحماية في بريطانيا مقابل المعلومات التي لديه عن شبكات الإرهاب. لو شيفر هو ألباني الأصل، وعبقري في الرياضيات ولذلك يحب لعب البوكر لكي يثبت عبقريته.
قوانين اللعبة المعدة من لو شيفر:

مشهد من فيلم كازينو رويال للعميل جيمس بوند (دانييل كريغ)

10 ملايين دولار للدخول، و5 ملايين دولار للإكمال في حالة الإفلاس.
الأموال توضع كلها في بنك سويسري في حساب خاص لكل منهم ذو كلمة سر خاصة يضعوها قبل بدأ اللعبة.
الفائز يأخذ كل الأموال.
يتم تمويل العميل 007 من قبل وزارة المالية البريطانية، بمبلغ 10 ملايين دولار، ويتم إرسال ممثلة عن وزارة المالية واسمها فيسبر ليند Vesper Lynd (ايفا جرن) ليكون دورها مرافقة للعميل وأيضاً لكي (على حد تعبيرها) «تضع عينها وتراقب أموال الحكومة» في يدي جيمس بوند، وتُحذر جيمس بوند على أنه إذا خسر الأموال، فستكون الحكومة البريطانية قد مولت شبكات الإرهاب بشكل مباشر.
يصل جيمس بوند وفيسبر إلى مونتينيغرو ويتم استقبالهم من أحد العملاء للحكومة البريطانية هناك واسمه رينيه ماثيس الذي يزوده بكل ما يلزم. ينزل بوند في فندق الكازينو ويحصل على سيارة خاصة من الحكومة البريطانية للعملاء وهي الأستون مارتن دي بي إس Aston Martin DBS V12 والتي فيها كل ما يلزم، حتى مسدس كاتم للصوت.
تبدأ لعبة البوكر، ويُعطي كل لاعب كلمه السر للحساب في سويسرا، وتبدأ اللعبة. يتضح ان لو شيفر على علم بشخصية جيمس بوند ومكانته كعميل بريطاني.
تحدث عدة أحداث أثناء لعبة البوكر من ضمنها محاولة لو شيفر ان يسمم جيمس بوند ولكن جيمس يحس بعد شربه للسم في مشروبه الخاص ويذهب إلى الحمام مع قنينة ملح ويشرب ماء مع ملح لكي يتقيأ ومن ثم يذهب إلى سيارته وهو مختل التوازن ويتصل بالمخابرات البريطانية الذين يقولون له ان يجب أن يستخرج جهاز الصدمة لكي يقوم بتعديل نبض قلبه وإلا سوف يموت بسبب السم الذي يسبب توقف قلبه بعد الوصول إلى تقريب ال200 ضربة بالدقيقة. لا يتمكن جيمس بوند من نصب الجهاز في الوقت المحدد، ولكن لحسن الحظ، بعد توقف قلبه، نرى ان فيسبر ليند بنفس اللحظة تأتي إلى السيارة لترى ما الخطأ وتقوم بإكمال ربط الجهاز وتشغيله، فيعود قلب جيمس بوند يدق ويستيقظ على ما يرام.
في البداية، يبدأ جيمس بمسايرة لو شيفر لكي يعرف طريقة لعبه ويصل جيمس إلى الاستنتاج على أن لو شيفر يلعب بطريقة الكذب، أي لا يكون عنده اليد الرابحة ولكن يستمر بزيادة المبلغ لكي ينسحب الجميع ويربح هو. إلا ان جيمس يخسر كل أمواله بعد مسايرة لو شيفر خلال إحدى الجولات والتي يتضح في نهايتها أن لو شيفر كان صاحب اليد الأعلى وبهذا يخسر جيمس بوند كل الأموال التي كانت لديه. يقوم بطلب 5 ملايين أخرى من فيسبر ولكنها ترفض ذلك. فلا يجد أن يحل سوى أن يأخذ سكينة ويتجه نحو لو شيفر ولكن في الطريق، يوقفه أحد اللاعبين ويقول له انه «أخيه من الولايات المتحدة الأمريكية» أي عميل سري للحكومة الأمريكية، ويقول له العميل الأمريكي انه سوف يقوم بتمويله بنفسه لكي يكمل جيمس اللعب لان جيمس يعرف كيف تُلعب البوكر أحسن من العميل الأمريكي. فيوافق جيمس ولكنه يتساءل: «لمن ستذهب الأموال في النهاية لنا؟ أم لكم (أي الولايات المتحدة الأمريكية)؟» فيجيبه الأمريكي «هل ترانا بحاجة إلى أموال؟»، ولكن يُتفق ان بعد أن يفوز جيمس باللعبة، تقوم الحكومة الأمريكية بتولي أمر لو شيفر، الأمر الذي يوافق عليه العميل جيمس بوند (007).
يستطيع جيمس من أن يربح كل الأموال وبذلك يكون قد نفذ مهمته، فيعود إلى الغرفة مع فيسبر، ولكن فيسبر تقول له انه يجب أن تذهب لمقابلة ماثيس، ويلحقها جيمس ليراها تُخطف بسيارة ويبدأ بملاحقة السيارة ويجد ان فيسبر قد قيدت ووضعت على الطريق لكي يسحقها بسيارته إلا انه يتفادى الأمر بالخروج عن الطريق، الأمر الذي أدى إلى تدمير سيارته وفقدانه للوعي.

جيمس بوند مع بنات فلم بوند "كازينو رويال"

يستيقظ جيمس ليجد نفسه بين أيدي لو شيفر وعصابته ويرى ان فيسبر هي بيدهم أيضاً، يدخلنوها إلى غرفة ويبدأون بتعذيب جيمس لكي يعطيهم كلمة السر لحسابه في سويسرا لكي يسترجعوا الأموال التي ربحها. جيمس يرفض فيقوم لو شيفر بتعذيبه بوضعه على كرسي من دون مقعد وهو متعري، والبدأ بضربه على أعضائه التناسلية بواسطة عقدة على حبل سميك. يرفض جيمس إعطاء المعلومات، وبعد لحظات، تسمع صرخات داخل الغرفة التي فيها فيسبر ويخرج منها رجل ممثل عن بعض شبكات الإرهاب التي خسر لو شيفر أموالها ويقوم بوضع رصاصة في رأس لو شيفر وبضرب جيمس لكي يفقد وعيه.
يفوق جيمس ليجد نفسه يعالج في مستشفى، ويعتقد أن المشاكل كلها انتهت، ويقوم المحاسب السويسري بزيارته لكي يقوم جيمس بوضع كلمه السر لكي يستلم المبلغ في الحساب السويسري. ويتضح ان كلمة السر هي «فيسبر» وذلك بسبب وقوعه في الحب مع فيسبر ليند ويعترف بهذا الشيء لها.
ظن جيمس ان النقود تحولت وان كل شيء انتهى وانه وجد حبه في فيسبر، فيذهبان جيمس وفيسبر إلى البندقية في أيطاليا ويرسل جيمس برسالة استقالته إلى المخابرات البريطانية. وبينما هو في أيطاليا، تخرج فيسبر وتقول له انها ذاهبه وسوف تعود بعد وقت قليل، وتترك هاتفها في الغرفة، وفي هذه الأثناء يستلم جيمس مكالمة على هاتفه الخاص من «إم» التي هي رئيسته في المخابرات البريطانية لتقول له انهم لم يستلموا الأموال بعد ! يقوم جيمس بالاتصال بالمحاسب السويسري الذي يقول له أن الأموال هي في حسابه ولكن شخص ما يقوم بسحبها الآن من فرع البنك السويسري في البندقية في أيطاليا.
يصبح كل شيء واضح لبوند، المرأة التي أحب خانته، قام بملاحقتها إلى البنك ورآها مع حقيبة النقود تتجه إلى بناية مهجورة، يلحقها بوند ليجد ان أعطت النقود إلى عصابة، يقوم بوند بمواجهة العصابة وتصبح البناية المهجورة غير متوازنه بسبب المواجهة بالأسلحة وتبدأ بالسقوط إلى الماء وتقوم فيسبر بالانتحار بقفل المصعد على نفسها وتغرق في الماء وتقول لجيمس قبل ذلك أنها آسفه ولكنه لم يستطع إنقاذها من العصابة ولم يتمكن من مسك أي شخص من العصابة. الشيء الذي جعل جيمس بوند لا يثق بأي أحد مرة أخرى وهي شخصية جيمس بوند التي نراها في الروايات والأفلام الأخرى.
يتضح ان كان لفيسبر عشيق فرنسي الجنسية جزائري الأصل، الذي تم سجنه من قبل هذه العصابة الإرهابية الذين قالوا لها انها تستطيع أن تسترد عشيقها إذا ساهمت بإعطائهم الأموال، ولكنها في ما بعد تغيير الصفقة لأنها تقع في حب جيمس بوند وتتفق بأن ينقذونها وجيمس عندما قبض عليهم لو شيفر مقابل أن تعطيهم الأموال.
يبحث جيمس عن أي مصدر يُوصله إلى العصابة ويقوم بالبحث في هاتف فيسبر عن أي دليل ويجد انها قد وضعت اسم «السيد وايت» ورقم هاتفه وهو الرجل قائد العصابة.
في ما بعد يتم رؤية السيد وايت في بيت كبير يقوم بالإجابة على هاتفه النقال حيث يقول له المتصل «السيد وايت؟ نحتاج ان نتكلم»، يجيبه وايت، «من المتصل؟»، ويتم إصابته برصاصة في قدمه فيسقط ويبدأ بالزحف إلى داخل البيت، ويظهر واقفاً فوقه مع سلاحه الناري جيمس بوند الذي يجيب على سؤال السيد وايت في الهاتف بالعبارة المشهورة وهي: «الاسم هو بوند، جيمس بوند»  وبعدها ينتهي الفيلم بسماع أغنية أفلام جيمس بوند المعروفة لأول مرة في الفيلم.

## تاريخ الإصدار
| التاريخ      | البلدان |
| ------------ | --- |
| 15 نوفمبر    | البحرين، مصر، الأردن، الكويت، عمان، إندونيسيا، الفلبين |
| 16 نوفمبر    | المملكة المتحدة، أيرلندة، روسيا، أوكرانيا، سلوفاكيا، بورتو ريكو، سنغافورا، تايلاند، جمهورية التشيك، اليونان، ماليزيا، إسرائيل، لبنان، قطر، سوريا، الإمارات العربية المتحدة |
| 17 نوفمبر    | الولايات المتحدة الأمريكية، كندا، الصين، إستونيا، آيسلندا، لاتفيا، لثوانيا، بولندا، السويد، تركيا، تايوان، الهند                                                           |
| 22 نوفمبر    | بلجيكا، فرنسا، سويسرا (الجزء الفرنسي) |
| 23 نوفمبر    | ألمانيا، كرواتيا، هولندا، البرتغال، سويسرا (الجزء الألماني)، سلوفينيا، مونتينيغرو، صربيا                                                                                   |
| 24 نوفمبر    | بلغاريا، الدنمارك، النرويج، النمسا، رومانيا، فنلندا، إسبانيا |
| 1 ديسمبر     | اليابان، كينيا، نايجيريا، جنوب أفريقيا |
| 7 ديسمبر     | أستراليا، نيوزلندا، هنغاريا، أرجنتين، تشيلي، كولومبيا، بيرو |
| 8 ديسمبر     | أكوادور، مكسيك، فنزويلا |
| 15 ديسمبر    | باكستان، البرازيل |
| 21 ديسمبر    | أمريكا الوسطى، هونغ كونغ، كوريا |
| 25 ديسمبر    | بوليفيا، الأوروغواي |
| 5 يناير،2007 | إيطاليا، سويسرا(لغة إيطالية) |

## وصلات خارجية
- الموقع الرسمي للفيلم كازينو رويال - Official مدونة الفيلم
- مقالات تستعمل روابط فنية بلا صلة مع ويكي بيانات